# Logelbach

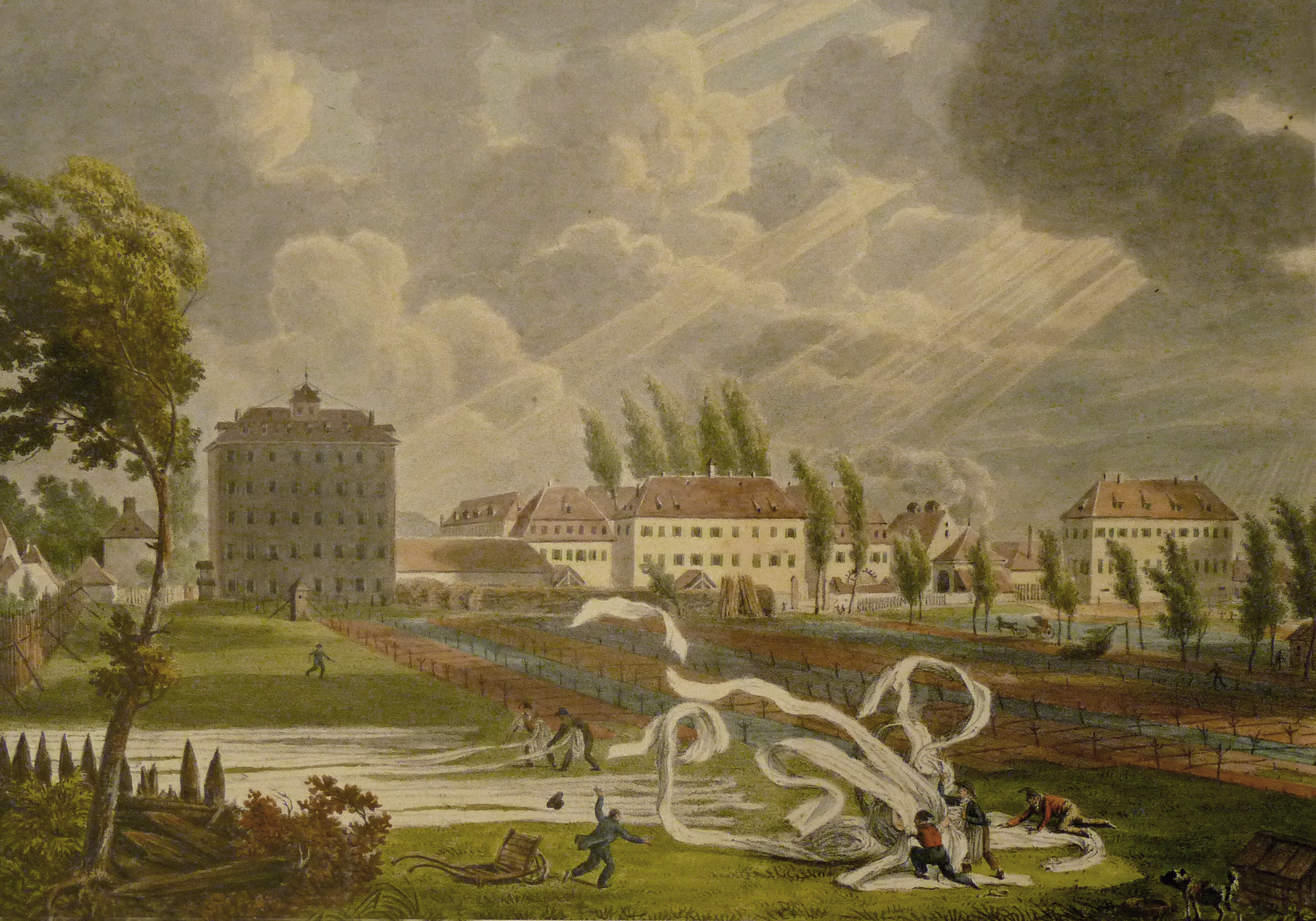
Établissements Haussmann à Logelbach

Logelbach [logəlbax] est le nom d'un quartier situé à la périphérie ouest de Colmar et partagé entre les communes de Wintzenheim - pour la plus grande part - Colmar, Ingersheim et Turckheim.
Le quartier doit son nom au canal qui le traverse, le canal du Logelbach.

## Histoire
À partir de la fin du XVIIIe siècle, l'histoire de Logelbach fut marquée par l'arrivée d'installations de l'industrie textile.
Les Établissements Haussmann furent créés en 1775 par les frères Haussmann (dont Jean-Michel Haussmann). Les Établissements Herzog, fondés en 1818 par Antoine Herzog et Jean Schlumberger, abritèrent une activité de filature puis de tissage le long du canal du Logelbach.
La chapelle Herzog est un monument emblématique du quartier qui servit de chapelle familiale à la famille Herzog. Elle est aujourd'hui inscrite à l'Inventaire supplémentaire des monuments historiques.

## Transports

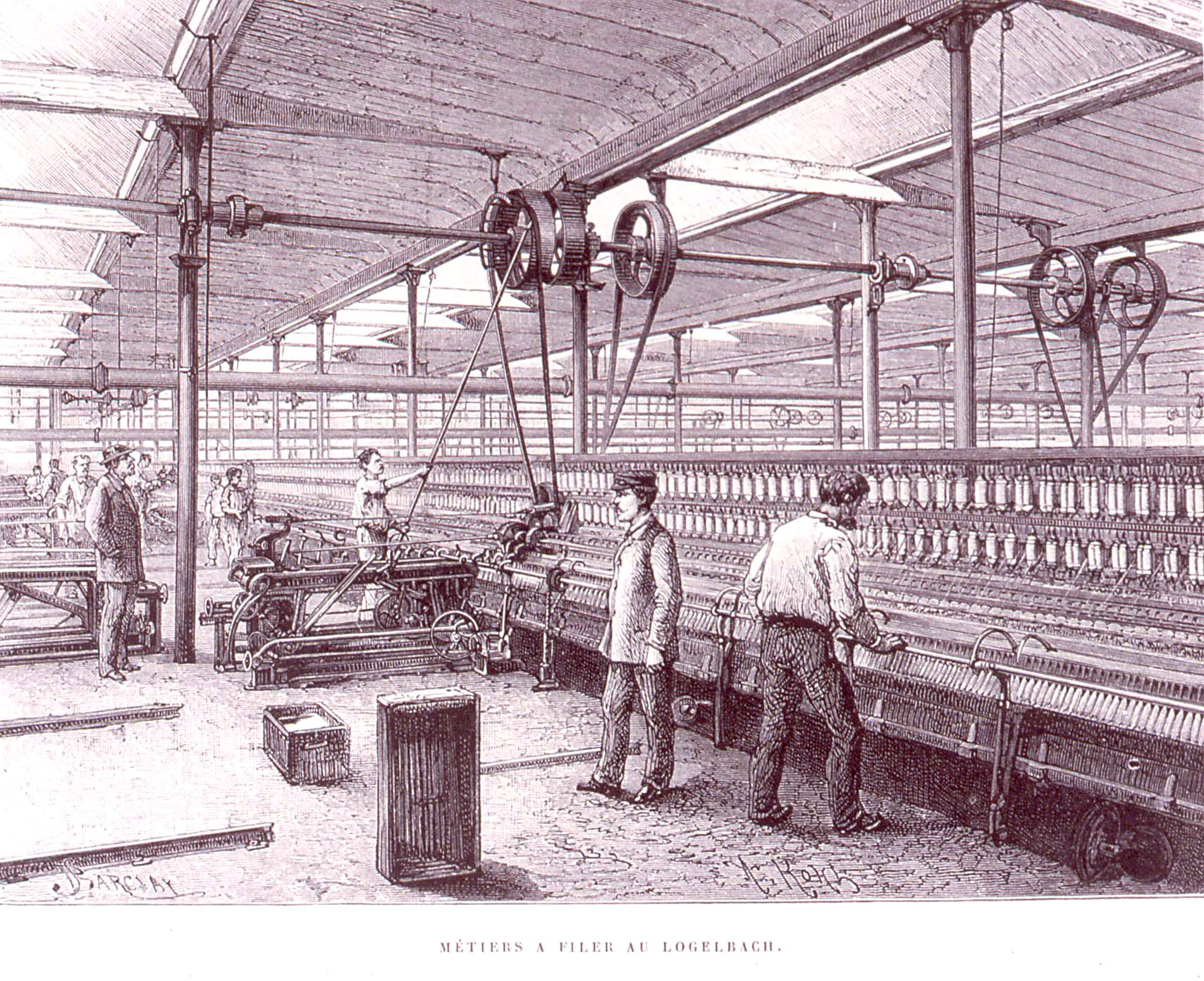
Filature Herzog à Logelbach

Logelbach dispose d'une gare, située sur la ligne de chemin de fer reliant Colmar à Metzeral.

## Galerie

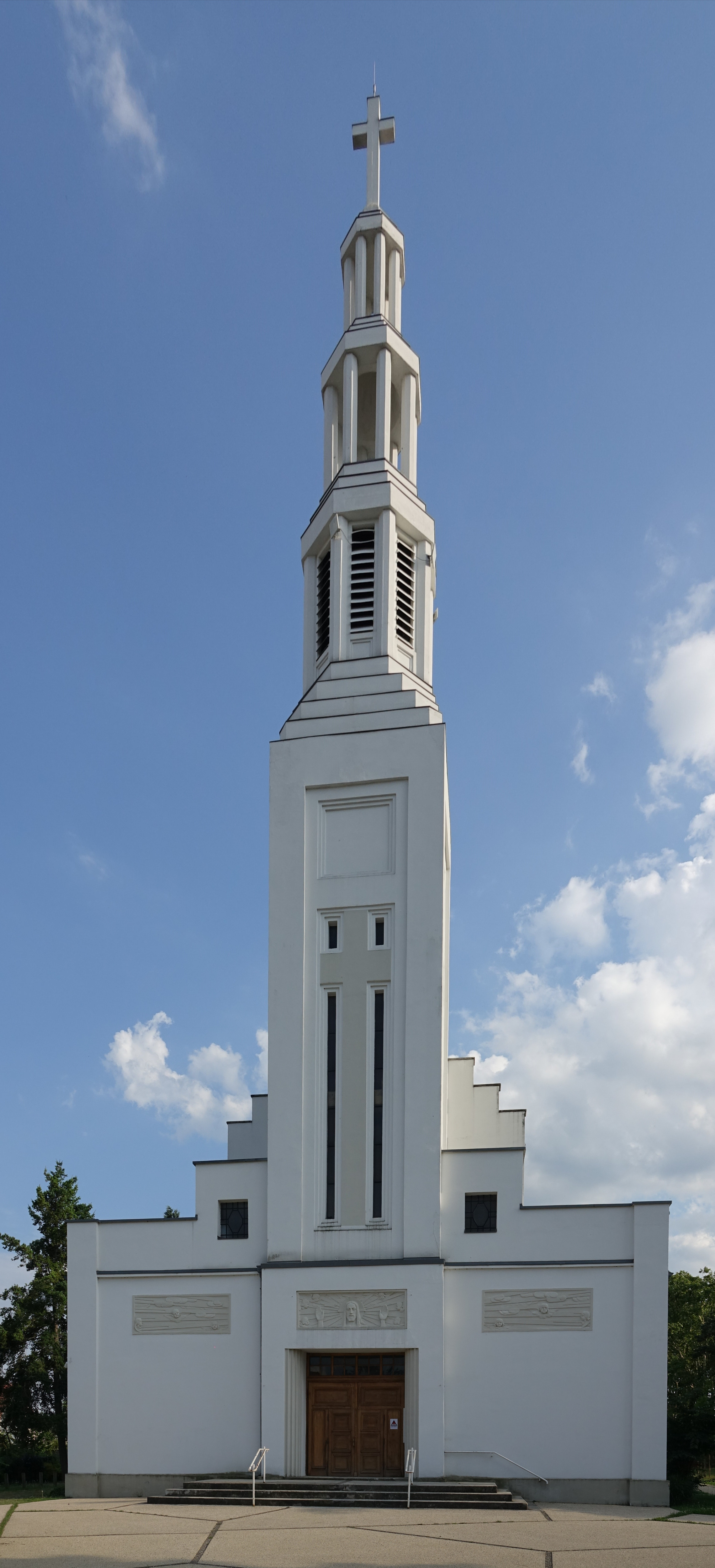
Église Notre-Dame-de-l'Assomption.
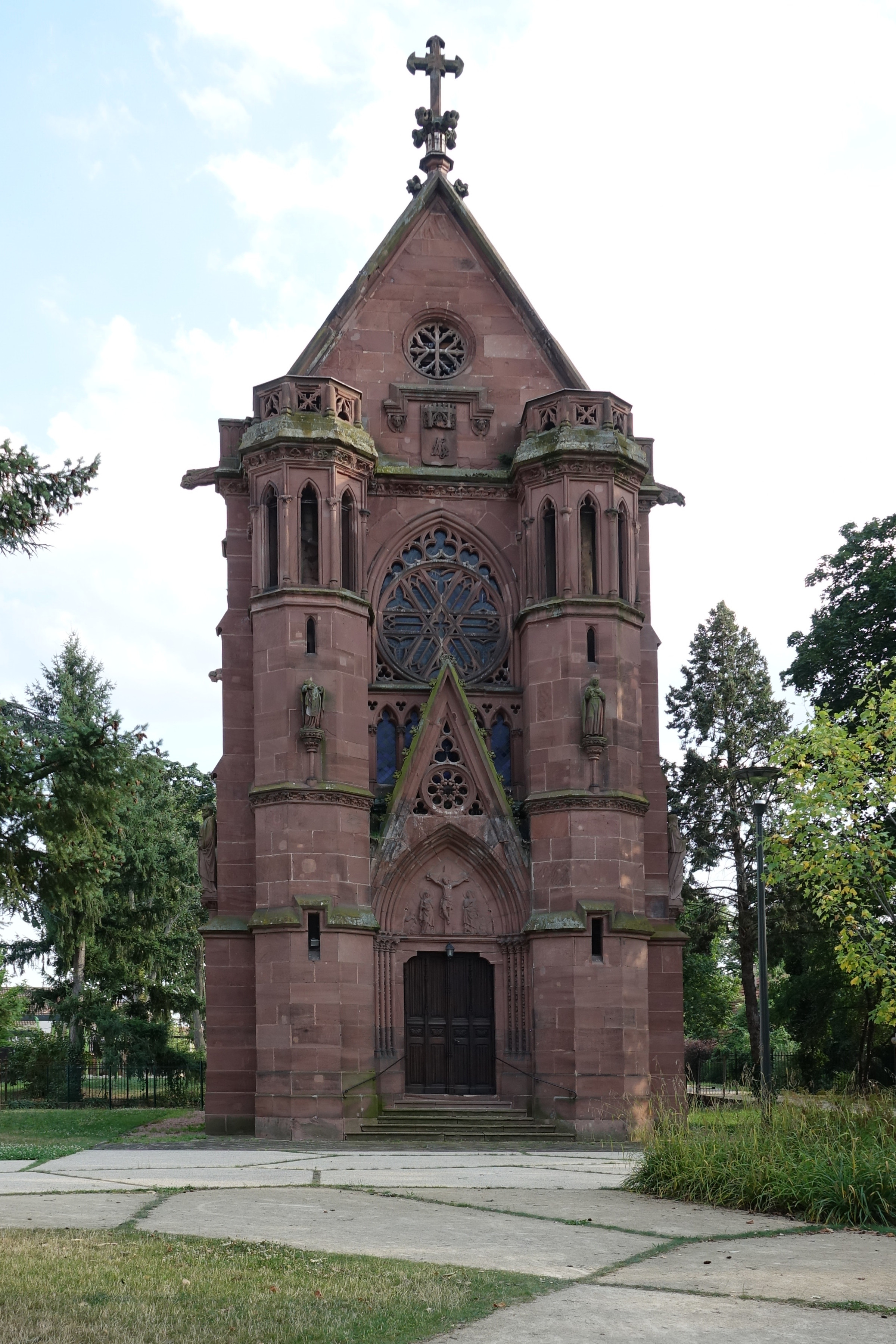
Chapelle Notre-Dame-de-l'Assomption et Sainte-Thérèse-de-Lisieux.
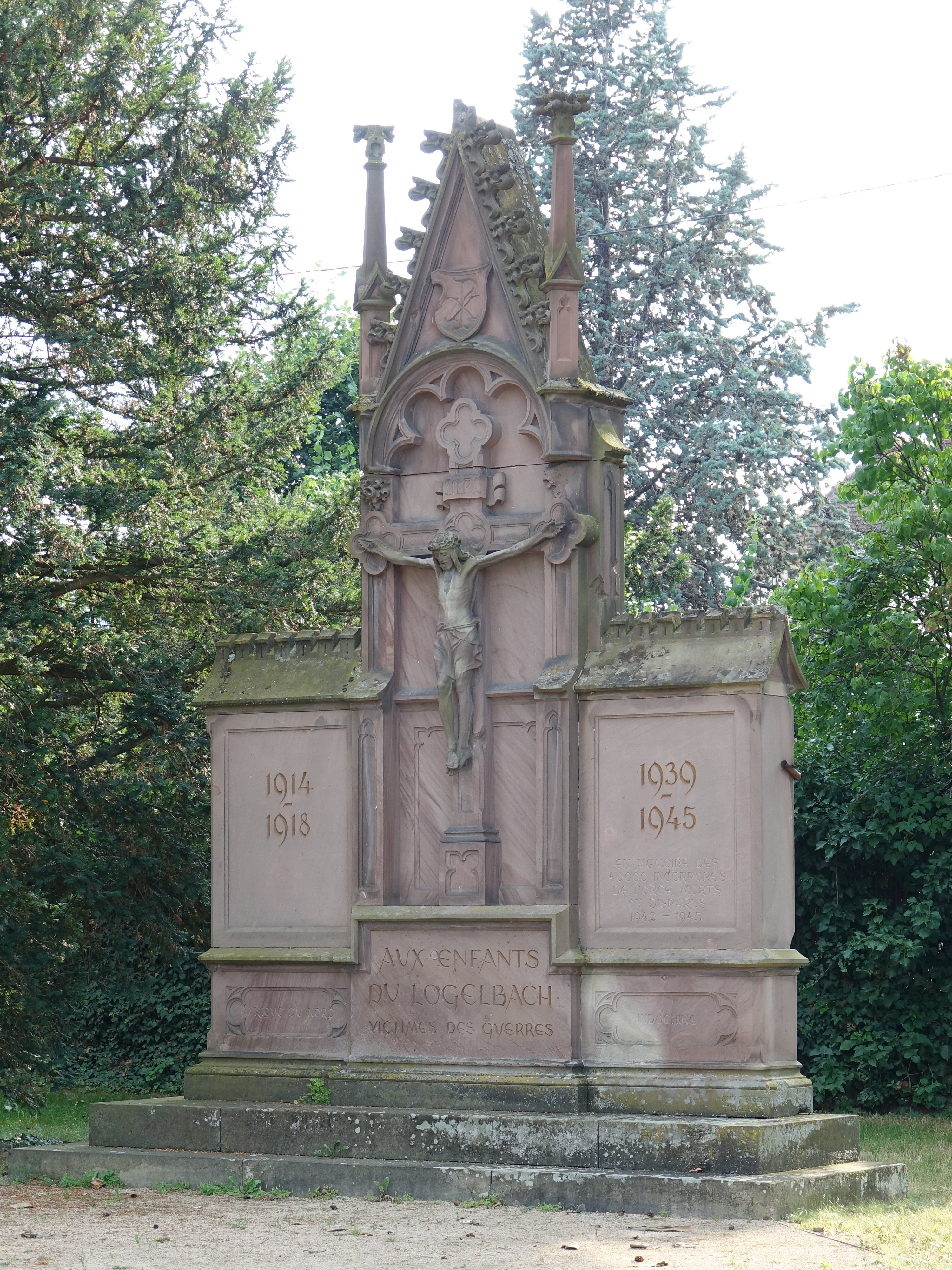
Monument aux morts des Première et Seconde Guerres mondiales.